# Jessica St. Clair
Pour les articles homonymes, voir St. Clair.
Jessica St. Clair est une actrice américaine.

## Filmographie

### Comme actrice
- 2002 : The Colin Quinn Show (série télévisée)
- 2004 : Things I Hate About You (série télévisée) : la jurée
- 2004 : Terrorists : Jennifer Castle
- 2003-2004 : The Smoking Gun TV (série télévisée) : la correspondante
- 2005 : Lies and the Wives We Tell Them To (téléfilm)
- 2006 : For Your Consideration
- 2007 : Trendsetters (court métrage) : Julie Campbell
- 2007 : Samantha Who? (série télévisée) : Valerie
- 2007 : The IT Crowd (série télévisée) : Jen
- 2008 : College Road Trip : Ms. Prince
- 2009 : United States of Tara (série télévisée) : Tiffany St. Claire
- 2009 : Stay Cool : Darcy Portola
- 2008-2009 : Worst Week (série télévisée) : Sarah
- 2009 : Labor Pains : la professeure de la classe de grossesse
- 2009 : The Condom Killer (court métrage) : la mère de Connor
- 2009 : In the Motherhood (série télévisée) : Emily
- 2009 : The Goods: Live Hard, Sell Hard : l'épouse
- 2009 : Hank (série télévisée) : Peggy
- 2009 : Taking Chances : la reportère
- 2009 : It's Complicated : la spécialiste du mariage
- 2010 : She's Out of My League : Debbie
- 2010 : The Big Dog (court métrage) : Lena
- 2010 : The Life & Times of Tim (série télévisée) : Kelly
- 2010 : Notes from the Underbelly (série télévisée) : Violet
- 2010 : Sons of Tucson (série télévisée) : Marcia Teel
- 2010 : Weeds (série télévisée) : Rebekkah
- 2010 : Life as We Know It : Beth
- 2011 : Bridesmaids : Whitney
- 2011 : Parks and Recreation (série télévisée) : Denise Burkiss
- 2011 : Curb Your Enthusiasm (série télévisée) : Anna
- 2011 : Love Bites (série télévisée) : Chloe
- 2011 : How to Be a Gentleman (série télévisée) : Pam
- 2012 : Peace, Love et plus si affinités (Wanderlust) : Deena Schuster
- 2012 : The Dictator : Denise
- 2012 : Best Friends Forever (série télévisée) : Jessica Black
- 2013 : Burning Love (série télévisée) : Polly
- 2013 : Afternoon Delight : Stephanie
- 2013 : The Office (série télévisée) : Casey Dean
- 2013 : Enough Said : Cynthia
- 2013-2014 : Veep (série télévisée) : Dana
- 2015 : Comedy Bang! Bang! (série télévisée) : miss Polite
- 2015 : Addicted to Fresno : Kristen
- 2014-2015 : Marry Me (série télévisée) : Julie
- 2015 : The Untitled Web Series That Morgan Evans Is Doing for MTV (série télévisée) : Jennifer
- 2014-2015 : The McCarthys (série télévisée) : Katrina
- 2015 : Key and Peele (série télévisée) : Amy
- 2014-2015 : Playing House (série télévisée) : Emma Crawford
- 2014-2015 : Review (série télévisée) : Suzanne MacNeil
- 2015 : Sofia the First (série télévisée) : Athena
- 2016 : Animals. (série télévisée) : Kaitlin
- 2020 : Avenue 5 (série télévisée) : Mia
- 2020 : Space Force (série télévisée) : Kelly King
- 2020 : Superintelligence de Ben Falcone : Leslie

### Comme scénariste
- 2010 : The Red Roof Inn Chronicles (court métrage)
- 2012 : Best Friends Forever (série télévisée) (6 épisodes)
- 2014-2017 : Playing House (série télévisée) (19 épisodes)

### Comme productrice
- 2012 : Best Friends Forever (série télévisée) (6 épisodes)
- 2014-2017 : Playing House (série télévisée) (19 épisodes)